# Iglesia de Santa María (Marquina-Jeméin)
La iglesia de Santa María de la Asunción del municipio vizcaíno de Marquina-Jeméin en el País Vasco (España) se encuentra situada al este de la localidad, ligeramente separada del núcleo, en la anteiglesia de Jeméin. Es la parroquia de la localidad.

## Historia
En 1355 se funda la villa de Marquina en terrenos de la anteiglesia de Jeméin y se asigna la iglesia del monasterio de Xemenigan, a extramuros de la villa, como iglesia parroquial que fue compartida por ambas entidades municipales hasta su unificación definitiva en 1952.
Parece ser que los antecedentes fundacionales del templo y antiguo convento se remontan al siglo X la obra actual es de fecha diferente coincidiendo, únicamente, con la de Xemenigan en su emplazamiento.
En 1510 se promovió su construcción sobre el asentamiento del antiguo edificio y debió durar alrededor de medio siglo. Participaron en ella maestros como Martín de Albisua, Rodrigo Albiz y Miguel de Elorriaga. Las bóvedas las cubrió Juan de Emasabel hacia 1564. A lo largo del siglo XVII se construyeron la sacristía, la torre y el coro.

## Descripción
La obra está realizada en sillería de piedra caliza gris clara que se enluce y pinta de blanco en el interior. Las partes decoradas en los pórticos y campanario son de arenisca.
La inmensa mole compacta y horizontal del exterior, con tejado a dos aguas y muros partidos por contrafuertes coronados de pináculos piramidales, tiene su correspondencia interior, es una iglesia muy grande que ocupa mil cien metros cuadrados en planta, con unas medidas de 38 m de longitud por 28 de anchura más el espacio ocupado por el ábside rectangular. Las bóvedas tienen diecinueve metros de altura interior.
Se trata de una iglesia de salón, también denominada columnaria o hallenkirche, de estilo renacentista con tres naves de la misma altura (lo cual participa en la percepción de un espacio único mayor) siendo la central más ancha, y ábside rectangular como prolongación de esta. Tiene cuatro tramos, en el situado a los pies se ha construido el coro. Las naves y los tramos quedan definidos por seis grandes columnas sin capiteles y con base poligonal. De estas columnas surgen la tupida red de nervios que conforman las bóvedas y se apoyan en los muros en sendas ménsulas. Las nervuras de las bóvedas convergen en claves talladas y policromadas después de constituir complejos diseños estrellados, en especial en la nave central y el tramo del coro.
El coro se ubica sobre tres grandes arcos que se apoyan en el primer par de columnas. En el coro hay un órgano y un facistol. En el bajo coro utiliza la crucería simple en el tramo central y las bóvedas baídas en los laterales, este espacio queda cerrado por una gran verja barroca.
Llama la atención la escasez de luces. Se abren en los muros pequeños ventanales de diferentes tipos, en la parte superior son alargadas apuntaladas y de medio punto. Bajo esta hilera de ventanas se abren otras redondas. Todas ellas no logran dar luz al gran espacio litúrgico.
El ingreso se realiza mediante una entrada con un pequeño porche ubicada en la fachada sur, entre dos contrafuertes, a la altura del tramo tercero. La puerta es doble y está conformada por dos arcos rebajados que apoyan en el parteluz. El conjunto es enmarcado por un arco de apuntado bajo el porche abovedado. La bóveda se apoya en ménsulas decoradas con los símbolos de los evangelistas. Las zonas labradas están realizadas en arenisca.
A los pies del edificio, se abre otro acceso que permite el paso al templo por el sotocoro. Este acceso está enmarcado el gran nicho de 8 m de anchura que forma la torre en la parte común con el templo y que soporta la gran espadaña del campanario, todo ello en arenisca, de dos pisos, rematado por un pequeño templete metálico.
En el interior, perforando el muro entre los contrafuertes que dan al cementerio, está la capilla de Gaytán de Ayala. Consta de arco de medio punto y reja de dos cuerpos horizontales y tres verticales. Pertenece a época moderna. Adosada en al extremo sudeste y ocupando la planta baja se encuentra la sancristia.
A mediados del siglo XIX, en 1851, se construyó adosado al muro norte el cementerio (fruto de la prohibición de realizar los enterramientos dentro de las iglesias), constituyendo una de las mejores muestras clasicistas de la provincia.
La iglesia ha sido recientemente restaurada en su integridad y se ha puesto especial cuidado en su iluminación.

### El mobiliario
El retablo del altar mayor es uno de los más significativos de la provincia, siendo de las primeras manifestaciones renacentistasde Vizcaya. Fue realizado por Juan de Ayala I entre 1526 y 1530, quedando completado en 1545 por un banco que puede ser, atendiendo al estilo, del taller de los Beaugrant. Es de un claro estilo plateresco con una estructura clara de casillero. Consta de banco, cuatro cuerpos y ático con tres calles y cuatro entrecalles. Es de madera dorada con una decoración en candelieri a lo romano. Se narra la vida de la Virgen en las diferentes casas mientas que en la hornacinas se ubican tallas de santos.
A ambos lados del altar mayor, en las paredes de las naves laterales, hay cuatro altares menores de estilo barroco. La verja que cierra la capilla de los Gaytán de Ayala es moderna de bronce. En la sacristía hay una cajonera del siglo XVIII.